# Красный Хутор (Липецкая область)
Кра́сный Ху́тор — деревня в Елецком районе Липецкой области, входит в состав Воронецкого сельсовета.

## Население
| 2010 |
| ---- |
| 9    |

## Улицы
В деревне имеется одна улица — Новохуторская.